# 肯尼斯·费恩伯格
肯尼斯·费恩伯格（Kenneth Roy Feinberg，1945年10月23日—）是一名美国律师，擅长调解纠纷，解决争议性赔偿问题。

## “9·11受害者赔偿基金”特别专员
费恩伯格曾担任九一一襲擊事件後的“9·11受害者赔偿基金”特别专员。他为此无偿工作了33个月，建立起一整套管理规章，前后参加了900多场听证会听取受难者家庭的要求，对每一个受难者家庭获取的补偿进行评估。到这一项目运行将止时，总共70亿美元的补偿发放到了97%的受难家庭手中。对于这个结果，最初对他批评最严厉的人们纷纷表示叹服——“达成一个每个人都能接受的协议是他的天赋”。 

## “薪酬沙皇”
费恩伯格2009年6月10号开始担任“薪酬沙皇”，负责监督那些接受了联邦政府救助金的金融机构高管的薪酬。这绝对不是一件容易的工作，华尔街早已习惯了发放巨额薪酬，很多人抱怨他制定的薪酬政策过于苛刻。美国国际集团的首席执行官本默切就曾发出辞职威胁，称费恩伯格制定的薪酬规则让他无法留住人才。但费恩伯格不肯妥协——“想要摆脱我，就尽快还钱！”在他的坚持下，接受政府援助的金融企业不得不在确保生存和尽快偿还救助金之间找平衡，在费恩伯格上任一年后，他监督范围内的金融企业逐步减少到了五家。

## 管理英国石油（BP）墨西哥湾漏油200亿美元赔偿基金
在墨西哥湾漏油事件发生以后，英国石油向由前“薪酬沙皇”肯尼斯-费恩伯格(Kenneth Feinberg)管理下的第三方托管基金“湾岸索赔工具”(Gulf Coast Claims Facility)拨出了200亿美元资金。据费恩伯格2011年8月公布的数据显示，这家基金已经收到了来自于美国所有50个州以及36个国家的94.7万多宗索赔申请。费恩伯格称：“整体而言，我们在向合格索赔人支付赔偿金的问题上已经取得了很大成功。”

## 负责大众汽车尾气造假案赔偿
据法新社2015年12月18日报道，德国大众汽车集团17日发布消息称，已聘请美国明星律师肯尼斯•费恩伯格接手大众汽车安装“尾气排放造假”软件一案。费恩伯格表示，他将尽快接手工作，提出独立理赔的解决方法。